# Gary L. Freeman
Gary L. Freeman (* 6. Januar 1938) ist ein US-amerikanischer Entwicklungsbiologe. 
Freeman studierte Biochemie an der University of Chicago mit dem Bachelor-Abschluss 1960 und wurde dort 1964 in Zoologie promoviert. Seine Dissertation hatte den Titel The role of blood cells in the process of asexual reproduction in the tunicate Perophora viridis. Als Post-Doktorand war er an der University of Pennsylvania. 1965 wurde er Assistant Professor für Zoologie an der University of Illinois at Urbana-Champaign und 1967 an der University of California, San Diego. 1972 wurde er Associate Professor und 1981 Professor für integrative Biologie an der University of Texas at Austin.
Ab 1967 gab er regelmäßig Sommerkurse in Embryologie am Marine Biological Laboratory in Woods Hole. 1985 unterrichtete er an der Biologischen Anstalt in Helgoland und 1981 am Friday Harbor Laboratory der University of Washington.
Er befasst sich mit Entwicklungsbiologie mariner Wirbelloser, insbesondere Brachiopoden und evolutionärer Entwicklung des Körperbauplans.
2001 war er einer der ersten Preisträger der Alexander-Kowalewski-Medaille.